# Distretto di Čudniv
Il distretto di Čudniv (in ucraino Чуднівський район?, Čudnivs'kyj rajon) era un distretto dell'Ucraina, situato nell'oblast' di Žytomyr. Il suo capoluogo era Čudniv. È stato soppresso in seguito alla riforma amministrativa del 2020.